# Saint-Étienne-sur-Chalaronne
Saint-Étienne-sur-Chalaronne település Franciaországban, Ain megyében. Lakosainak száma 1625 fő (2022. január 1.). Saint-Étienne-sur-Chalaronne L’Abergement-Clémenciat, Baneins, Dompierre-sur-Chalaronne, Illiat, Mogneneins, Peyzieux-sur-Saône, Saint-Didier-sur-Chalaronne és Valeins községekkel határos.

## Népesség
A település népessége az elmúlt években az alábbi módon változott:
| Lakosok száma | 878  | 808  | 1037 | 1371 | 1501 | 1538 | 1555 | 1571 | 1602 | 1625 |
|               | 1968 | 1982 | 1990 | 2006 | 2013 | 2015 | 2017 | 2019 | 2020 | 2022 |